# 1862

## Събития
- Николаус Ото създава първият четиритактов двигател.
- Васил Левски заминава за Сърбия, където се записва в легията на Раковски.

## Родени
- Вилхелм Вайнберг, германски генетик
- Димитриос Калапотакис, гръцки журналист
- Димитър Ризов, български революционер и дипломат
- Тома Радовски, български революционер и районен войвода на ВМРО
- Йожен Гаяр, френски дизайнер и архитект
- 7 януари – Иван Георгов, български философ
- 23 януари – Давид Хилберт, немски математик
- 16 февруари – Юрдан Иванов, български журналист
- 5 март – Зигберт Тараш, немски шахматист
- 7 март – Лукан Хашнов, български инженер
- 15 март – Асен Петров, български хирург, учен и преподавател († 1920 г.)
- 15 март – Православ Тенев, български военен деец
- 28 март – Аристид Бриан, Френски политик
- 1 април – Антон Митов, български художник
- 2 април – Никълъс Мъри Бътлър, американски дипломат
- 14 април – Коста Шахов, български общественик
- 14 април – Пьотър Столипин, министър-председател на Русия († 1911 г.)
- 23 май – Херман Обрист, швейцарски художник
- 7 юни – Филип Ленард, унгарски физик
- 20 юни – Марко Лерински, български революционер и войвода
- 22 юни – Иван Шишманов, български филолог
- 13 юли – Петър Гудев, български политик
- 14 юли – Густав Климт, австрийски художник
- 14 юли – Вълко Василев, български военен деец
- 18 юли – Николай Юденич,
- 26 юли – Васил Кънчов, български учен
- 1 август – Иван Пашинов, български военен деец
- 21 август – Емилио Салгари, италиански писател
- 22 август – Клод Дебюси, френски композитор
- 25 август – Луи Барту, френски политик
- 29 август – Морис Метерлинк, белгийски писател
- 11 септември – О. Хенри, американски писател
- 20 септември – Арнолдо Дзоки, италиански скулптор
- 12 октомври – Теодор Бовери, немски биолог
- 15 ноември – Герхарт Хауптман, немски драматург и Нобелов лауреат за литература
- 17 ноември – Георги Бошнаков, български военен деец
- 12 декември – Христо Славейков, български политик
- 26 декември – Александър Амфитеатров, руски писател

## Починали
- Стаматиос Клеантис, гръцки архитект
- Шарл Дезорм, френски физик и химик
- 7 януари – Константин Миладинов, български поет и фолклорист
- 10 януари – Самюъл Колт, Американски оръжеен конструктор
- 11 януари – Димитър Миладинов, български фолклорист
- 3 февруари – Жан-Батист Био, френски физик
- 13 февруари – Леополд Шефер, германски писател
- 3 април – Джеймс Кларк Рос, британски полярен изследовател
- 2 май – Йосиф Волф, немски мисионер
- 6 май – Хенри Дейвид Торо, американски писател
- 25 май г. – Йохан Нестрой, австрийски драматург (* 1801 г.)
- 20 юли – Йохан Готлиб Ньоремберг, германски физик
- 13 ноември – Лудвиг Уланд, немски поет и езиковед